# Kai Po Che!
Kai Po Che! è un film del 2013 diretto da Abhishek Kapoor.
Il film è basato sul romanzo The 3 Mistakes of My Life di Chetan Bhagat e ha avuto la sua prima mondiale al Festival internazionale del cinema di Berlino il 13 febbraio del 2013.

## Trama
Un uomo esce di prigione e trova ad aspettarlo un amico. Durante la sosta in un bar, una partita di cricket alla televisione fa ricordare all'uomo appena uscito di prigione alcuni eventi del passato.
Tre amici, Ishaan, Omi e Govind, sognano, ognuno per un motivo diverso, di aprire una scuola per giocatori di cricket ad Ahmedabad in India. I tre ragazzi sono cresciuti insieme, sono molto legati tra loro e sono anche molto diversi: Ishaan è una testa calda, è impulsivo e generoso, Govind è il più razionale dei tre, il più concreto e tranquillo, Omi è molto allegro ed ha un temperamento più simile a Ishaan.
I tre hanno bisogno dell'aiuto economico di qualcuno per realizzare il sogno di trasformare la loro passione per il cricket in affari e ci riescono grazie allo zio di Omi, impegnato nella politica. Omi e Govind si occupano del negozio mentre Ishaan, ex promessa del cricket che però non è mai riuscito a emergere, si occupa della scoperta e della formazione di nuovi talenti.
Govi non è soddisfatto della piccola attività che hanno aperto e vuole ingrandire il loro commercio acquistando un grande negozio in un centro commerciale, i tre riescono di nuovo a farcela grazie allo zio di Omi che fa loro un secondo prestito. Ishaan nel frattempo scopre tra i ragazzi del quartiere Ali, un ragazzino musulmano che sembra avere le carte in regola per diventare un campione e vuole allenarlo ad ogni costo, Govind invece dando lezioni di matematica a Vidya, sorella di Ishaan, viene sedotto da lei e finisce per innamorarsi, e i due cominciano una relazione che decidono di tenere nascosta.
Ad un certo punto un terribile terremoto sconvolge il paese e fa crollare il negozio che i tre avevano faticosamente messo su nel centro commerciale e i ragazzi si trovano sommersi dai debiti con lo zio di Omi e con niente in mano, ritornano quindi al piccolo negozio che avevano aperto inizialmente.
Il terremoto fa aggravare anche la relazione tra i tre amici: dopo il crollo del paese Ishaan vuole salvare la famiglia di Ali e si reca con un gruppo consistente di bisognosi musulmani nel campo profughi che il partito dello zio di Omi, induista, sta provvedendo a finanziare. Gli induisti non hanno aiuti a sufficienza e non trovano giusto aiutare il partito della fazione opposta, il cui capo - padre di Ali - non si trova nemmeno in paese. Ishaan se la prende con Omi e lo colpisce in pubblico, di seguito va al negozio e prende i soldi messi da parte da Govi per riparare la casa di Ali. Quando Govi lo viene a sapere litiga a sua volta con Ishaan.
Le loro strade iniziano a separarsi: Omi per ripagare i favori dello zio si fa coinvolgere nella politica ed entra nel partito dedicandocisi attivamente, Govi continua a dedicarsi al negozio incrementando le attività per guadagnare i soldi necessari a pagare i debiti contratti e Ishaan continua a dedicarsi a tempo pieno all'allenamento di Ali.
Il punto di svolta del film è il momento in cui il partito induista dopo aver perso le elezioni, organizza un pellegrinaggio. Lo zio chiede ad Omi di far partecipare i suoi genitori a questo evento perché la presenza di un sacerdote può influenzare positivamente l'opinione delle persone, Omi allora convince i suoi genitori riluttanti a prendere il treno. Due vagoni vengono però fatti saltare in aria da terroristi musulmani e i genitori di Omi rimangono uccisi.
Iniziano delle violente rivolte e gli induisti con a capo lo zio di Omi, prendono le armi per linciare i musulmani. Omi è ancora sconvolto dalla morte dei genitori di cui si sente responsabile e non segue i due amici che vanno al partito per cercare di ricondurlo a casa con loro dopo la disgrazia.
Lungo la strada di ritorno Ishaan lascia Govi a casa e si reca di corsa a casa di Ali perché sente che il bambino sta per correre un grave pericolo e vuole salvarlo. Govind nel frattempo è nei guai con Vidya, la ragazza sembra essere rimasta incinta e i due si sentono via messaggio per aggiornarsi sulla questione. Passano le ore e la situazione si fa più tesa, Ishaan è spaventato di ritrovarsi da solo in mezzo ai musulmani che rischiano il linciaggio e chiede a Govi di raggiungerlo, l'amico arriva e rimane anche lui bloccato a casa di Ali in quanto le squadriglie di induisti sono per la strada già da un po' e le loro minacce sono sempre più concrete quindi non è più sicuro lasciare il posto.
Ad un certo punto gli induisti armati arrivano con grida di guerra nel quartiere musulmano, sfondano la porta e iniziano a uccidere e distruggere ogni cosa, tra questi c'è Omi, ancora stordito dalla morte dei genitori che viene trascinato nella mischia dallo zio che vuole invece fare vendetta. Ad un certo punto il padre di Ali, capo della fazione musulmana, viene scorto dallo zio di Omi, che lo aggredisce per ucciderlo ma il caso vuole che è invece lui a rimanere ucciso. Omi assiste alla scena e dopo aver perso anche lo zio, prende la sua pistola e va in cerca dell'assassino per ucciderlo.
Il padre di Ali arriva correndo dentro casa dove suo figlio si trova con Ishaan e Govind, chiede disperatamente aiuto ai due ragazzi e Ishaan li fa salire nel sottotetto dandogli il suo telefono e dicendogli di scendere solo ad una sua chiamata. I due amici non sanno che Omi si trova lì e cercano di contattarlo telefonicamente, Ishaan nell'agitazione del momento prende di mano il telefono a Govind per fare questa telefonata e legge per sbaglio il messaggio dove una ragazza il cui nome inizia per V. dice a Govi di non essere incinta, digita il numero e sua sorella risponde al telefono. Ishaan si scaraventa contro Govind quando dalla porta di casa entra Omi.
I due amici si accorgono che è assetato di vendetta e Ishaan corre a bloccarlo dicendo che li non è rimasto più nessuno, improvvisamente però, dal sottotetto, squilla il telefono di Ishaan, è sua sorella che sta cercando di contattarlo per capire cosa stava succedendo. Omi capisce che l'assassino di suo zio si trova là e corre verso di lui mentre Ishaan cerca in ogni modo di fermarlo. Omi ha la meglio, spinge via violentemente e ripetutamente Ishaan e va diritto verso padre e figlio che sono scappati via.
L'inseguimento continua fino a quando Ishaan non riesce a raggiungere Ali e suo padre e prende sotto di sé il bambino proprio nel momento in cui, di fronte a loro Omi spara un colpo di pistola. Il bambino getta un grido, ma è Ishaan a guardare stupito Omi prima di scivolare giù dalle scale, morto.
Tornando al presente, Omi e Govind sono arrivati allo stadio e Govi presenta all'amico il suo bambino, Ishaan. Govi si è sposato con Vidya, sono passati 10 anni ma la vita di Omi rimarrà per sempre torturata dal senso di colpa per l'uccisione dell'amico.
La partita che stanno per vedere è quella dove una promessa del cricket sta per fare il suo debutto nella nazionale, è Ali.